# Challenger de Poznań 2021
El torneo Poznań Open 2021 fue un torneo profesional de tenis. Perteneció al ATP Challenger Series 2021. Se disputó en su 17.ª edición sobre superficie tierra batida, en Poznań, Polonia entre el 26 de julio al el 1 de agosto de 2021.

## Jugadores participantes del cuadro de individuales
| Favorito | País                        | Jugador                 | Rank1 | Posición en el torneo |
| -------- | --------------------------- | ----------------------- | ----- | --------------------- |
| 1        | Bandera de España           | Bernabé Zapata Miralles | 121   | CAMPEÓN               |
| 2        | Bandera de los Países Bajos | Botic van de Zandschulp | 128   | Cuartos de final      |
| 3        | Bandera de Suiza            | Henri Laaksonen         | 132   | Baja                  |
| 4        | Bandera de Francia          | Hugo Gaston             | 155   | Baja                  |
| 5        | Bandera de República Checa  | Zdeněk Kolář            | 179   | Cuartos de final      |
| 6        | Bandera de Francia          | Enzo Couacaud           | 180   | Primera ronda         |
| 7        | Bandera de Kazajistán       | Dmitry Popko            | 187   | Semifinales           |
| 8        | Bandera de Argentina        | Guido Andreozzi         | 198   | Primera ronda         |

- 1 Se ha tomado en cuenta el ranking del 19 de julio de 2021.

### Otros participantes
Los siguientes jugadores recibieron una invitación (wild card), por lo tanto ingresan directamente al cuadro principal (WC):
- Daniel Michalski
- Aleksander Orlikowski
- Leo Borg

Los siguientes jugadores ingresan al cuadro principal tras disputar el cuadro clasificatorio (Q):
- João Domingues
- Elmar Ejupović
- David Poljak
- Aleksandr Shevchenko

## Campeones

### Individual Masculino
- Bernabé Zapata Miralles derrotó en la final a  Jiří Lehečka, 6–3, 6–2

### Dobles Masculino
- Zdeněk Kolář /  Jiří Lehečka derrotaron en la final a  Karol Drzewiecki /  Aleksandar Vukic, 6–4, 3–6, [10–5]